# Roland Liboton
Roland Liboton (né le 6 mars 1957 à Louvain) est un spécialiste du cyclo-cross belge. 
Il a remporté quatre fois les championnats du monde de cyclo-cross. Il a également obtenu dix titres consécutifs de champion de Belgique de 1980 à 1989 et remporté le classement du Superprestige en 1985, 1986 et 1988.
Il a participé au Tour de France en 1981.

## Palmarès en cyclo-cross
- Champion du monde 1980, 1982, 1983 et 1984
- 2e du championnat du monde 1981
- Superprestige 1984-1985, 1985-1986 et 1987-1988
- Champion de Belgique 1980, 1981, 1982, 1983, 1984, 1985, 1986, 1987, 1988, 1989

## Distinction
En 2002, Roland Liboton fait partie des coureurs retenus dans le Hall of Fame de l'Union cycliste internationale.